# Seppo Linnainmaa
Seppo Linnainmaa (nacido en 1945) es un matemático e informático finlandés. Nació en Pori. En 1974 obtuvo el primer doctorado en informática en la Universidad de Helsinki y en 1976 se convirtió en profesor adjunto. De 1984 a 1985 fue profesor Visitante en la Universidad de Maryland, Estados Unidos. Entre 1986 y 1989 fue Presidente de la Sociedad Finlandesa de Inteligencia Artificial. De 1989 a 2007 fue profesor de investigación en el Centro de Investigación Técnica de Finlandia. Se jubiló en 2007.
En 1970, Linnainmaa introdujo el modo inverso de diferenciación automática (AD), para calcular eficientemente la derivada de una función compuesta diferenciable que puede representarse como un gráfico, aplicando recursivamente la regla de la cadena a los bloques de construcción de la función. Por ejemplo, la retropropagación de errores en percepciones multicapa, una técnica utilizada en el aprendizaje automático, es un caso especial del modo inverso AD